# Rachid Boudjedra
Rachid Boudjedra (Arabă:رشيد بوجدرة) (n. 5 septembrie, 1941 în Ain Beida, Algeria) este un scriitor algerian ce a publicat numeroase poeme, eseuri și romane.